# Matěj Jurásek
Pour les articles homonymes, voir Jurasek.
Matěj Jurásek, né le 30 août 2003 à Karviná en Tchéquie, est un footballeur tchèque qui évolue au poste d'ailier droit à Norwich City.

## Biographie

### Carrière en club
Né à Karviná en Tchéquie, Matěj Jurásek est formé par le MFK Karviná avant de rejoindre le Slavia Prague. Il fait ses débuts en professionnels avec ce club, le 21 novembre 2020 contre le SFC Opava, en championnat. Il entre en jeu à la place de Peter Olayinka et son équipe l'emporte par six buts à zéro. Le 29 novembre suivant il connait sa première titularisation, dans un match de championnat contre le Zbrojovka Brno (1-1 score final),.
En février 2021 il rejoint le FC Vlašim, où il est prêté jusqu'à la fin de la saison afin de gagner en temps de jeu.
A l'issue de cette saison 2020-2021 le Slavia est sacré champion de République tchèque, il glane donc le premier titre de sa carrière.
Le 6 novembre 2022, Jurásek inscrit ses deux premiers buts pour le Slavia, lors d'une rencontre de championnat contre le Baník Ostrava. Entré en jeu ce jour-là alors que les deux équipes se neutralisent, son doublé permet aux siens de l'emporter (3-1 score final),.
Le 16 janvier 2025, lors du mercato hivernal, Matěj Jurásek rejoint l'Angleterre en signant en faveur de Norwich City pour un contrat courant jusqu'en juin 2030.

### En sélection
Avec l'équipe de Tchéquie des moins de 19 ans, Matěj Jurásek joue septs matchs et marque un but.
Matěj Jurásek joue son premier match avec l'équipe de Tchéquie espoirs le 13 juin 2022 face à Andorre. Il entre en jeu et son équipe s'impose par sept buts à zéro.
En mars 2023, Matěj Jurásek est convoqué pour la première fois avec l'équipe nationale de Tchéquie, par le sélectionneur Jaroslav Šilhavý. Mais il ne joue aucun match lors de ce rassemblement.
Il est retenu dans la liste des 26 joueurs tchèques du sélectionneur Ivan Hašek pour participer à l'Euro 2024. Remplaçant sur deux matchs (Turquie et Géorgie), il sera éliminé avec son équipe dès le premier tour. 

## Palmarès
Slavia Prague
- Championnat de Tchéquie (1) :
  - Champion : 2020-21.